# Travis Morin
Travis Andrew Morin (* 9. Januar 1984 in Brooklyn Park, Minnesota) ist ein ehemaliger US-amerikanischer Eishockeyspieler und derzeitiger -trainer, der im Verlauf seiner aktiven Karriere zwischen 2003 und 2019 unter anderem 978 Spiele in der American Hockey League (AHL) auf der Position des Centers bestritten hat. Den Großteil davon absolvierte Morin im Trikot der Texas Stars, mit denen er im Jahr 2014 den Calder Cup gewann. Darüber hinaus absolvierte er 13 Partien für die Dallas Stars in der National Hockey League (NHL).

## Karriere
Der auf der Position des Centers spielende Morin war zunächst ab 1999 für das Eishockeyteam der Osseo High School mit Spielbetrieb im High-School-Ligensystem des US-Bundesstaates Minnesota aktiv. Anschließend verweilte der Stürmer bis 2003 bei den Chicago Steel, für welche der Linksschütze in der United States Hockey League (USHL) – die bedeutendste Junioren-Eishockeyliga in den Vereinigten Staaten – aufs Eis ging. Von 2003 bis 2007 studierte Morin an der Minnesota State University, Mankato und war ebenfalls für deren Eishockeymannschaft in der Western Collegiate Hockey Association (WCHA) aktiv. In seiner letzten Spielzeit, die Saison 2006/07, führte er außerdem das Team als Mannschaftskapitän an. Zusätzlich erhielt er eine Berufung ins WCHA Second All-Star Team. Während dieser Zeit wurde der US-Amerikaner beim NHL Entry Draft 2004 in der neunten Runde an insgesamt 263. Position von den Washington Capitals berücksichtigt.

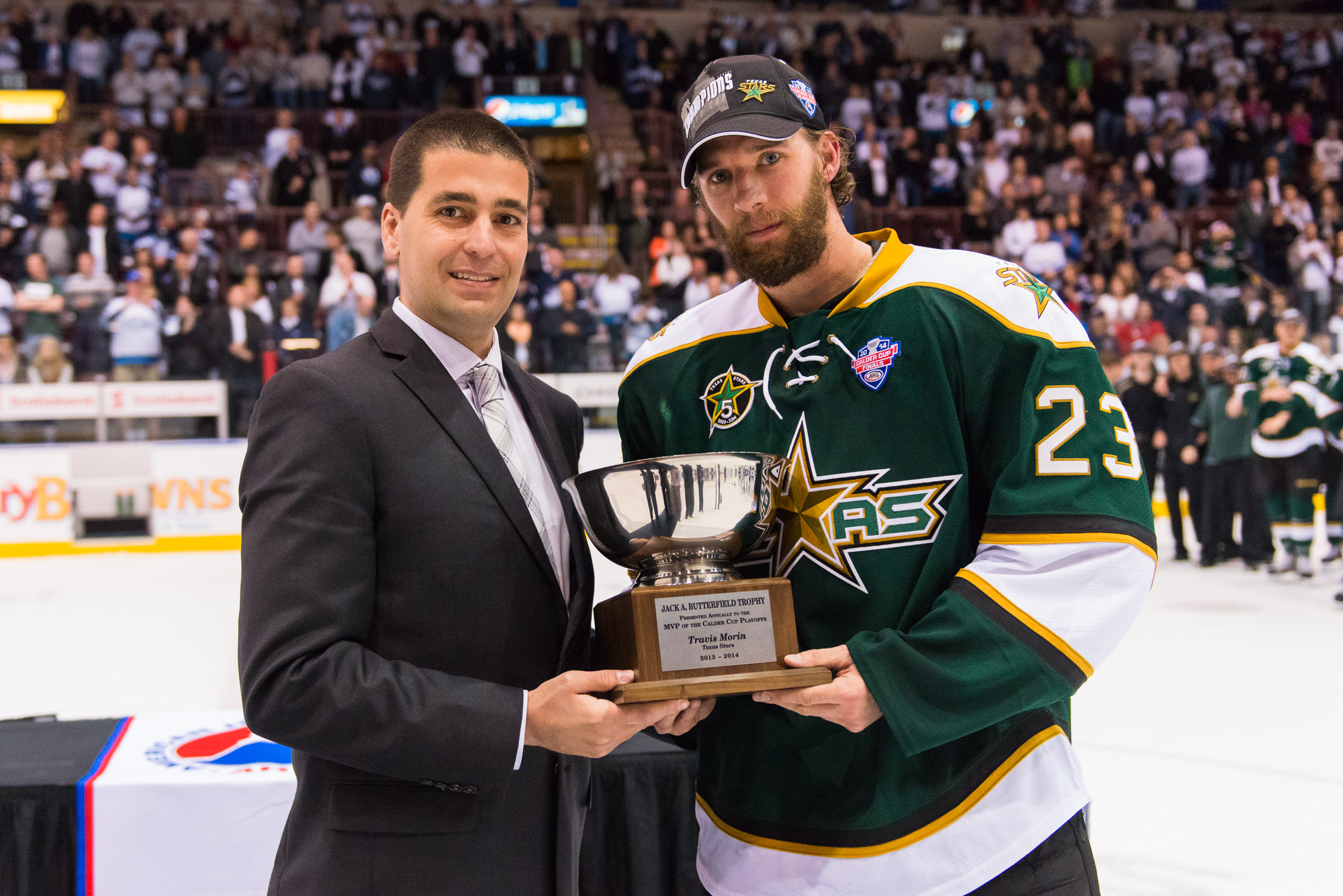
Morin beim Erhalt der Jack A. Butterfield Trophy (2014)

Nach Beendigung seines Studiums debütierte Morin im Verlauf der Spielzeit 2006/07 im Profibereich, als er in acht Partien für die South Carolina Stingrays in der ECHL auflief. Die darauffolgende Saison verbrachte der Angreifer vorwiegend in der ECHL, stand aber auch in vier Spielen für die Hershey Bears in der American Hockey League (AHL) auf dem Eis. Mit 84 Punkten, davon 34 Toren, führte er 2007/08 deutlich die interne Scorerliste an und belegte ligaweit (ECHL) Platz drei unter den Punktesammlern. Lediglich David Desharnais (106) und Jeff Campbell (91) waren erfolgreicher. Ebenso im Spieljahr 2008/09 war Morin dritt-erfolgreichster Scorer der ECHL, gewann jedoch mit den South Carolina Stingrays den Kelly Cup und wurde mit zahlreichen individuellen Auszeichnungen geehrt. So erhielt er den ECHL Sportsmanship Award für hohen sportlichen Standard und vorbildliches Benehmen, den ECHL Plus Performer Award für die beste Plus/Minus-Bilanz der Liga (+37) und eine Berufung ins ECHL First All-Star Team. 
Mit Beginn der Saison 2009/10 gelang es dem Linksschützen sich auf Anhieb bei den Texas Stars in der American Hockey League durchzusetzen. Gleich in seiner Premierensaison als Stammspieler erreichte Morin mit den Texanern das Calder-Cup-Finale, unterlag allerdings den Hershey Bears. Im Juli 2010 unterschrieb er einen Einjahresvertrag bei den Dallas Stars in der National Hockey League (NHL). Im Verlauf der Saison 2010/11 debütierte Morin für die Dallas Stars in der National Hockey League und absolvierte bis Saisonende drei punkt- und straflose Begegnungen. Im Juni 2011 unterzeichnete der Stürmer einen neuen Zweiweg-Kontrakt bei den Dallas Stars mit einer Laufzeit von zwei Jahren, welcher mit einem jährlichen Gehalt von 525.000 US-Dollar auf NHL-Stufe und 125.000 US-Dollar in einer Minor League vergütet wurde. Ungeachtet dessen, dass er in den folgenden beiden Spieljahren ausschließlich in der AHL aufgelaufen war, einigte er sich im Sommer 2013 erneut auf einen Zweiweg-Vertrag mit zwei Jahren Laufzeit in der Organisation der Dallas Stars.
In der Saison 2013/14 gewann er mit den Texas Stars erstmals den Calder Cup und wurde aufgrund seiner herausragenden Leistungen mit zahlreichen individuellen Auszeichnungen geehrt. Morin beendete sowohl die reguläre Saison als auch die Playoffs als ligaweit bester Scorer. Daraufhin erhielt er sowohl die Auszeichnung als bester AHL-Spieler der regulären Saison als auch deren der Endrunde. In der Spielzeit 2014/15 lief Morin als Assistenzkapitän auf. Zur Saison 2015/16 stieg er für zwei Spielzeiten zum Mannschaftskapitän der Texas Stars auf. Nach der Saison 2018/19 beendete der Stürmer seine aktive Karriere im Alter von 35 Jahren und wurde als Assistenztrainer weiterverpflichtet.

## Erfolge und Auszeichnungen
| - 2007 WCHA Second All-Star Team - 2009 ECHL First All-Star Team - 2009 Kelly-Cup-Gewinn mit den South Carolina Stingrays - 2009 ECHL Plus Performer Award - 2009 ECHL Sportsmanship Award - 2014 Teilnahme am AHL All-Star Classic | - 2014 Calder-Cup-Gewinn mit den Texas Stars - 2014 AHL First All-Star Team - 2014 John B. Sollenberger Trophy - 2014 Les Cunningham Award - 2014 Jack A. Butterfield Trophy |

## Karrierestatistik
(Legende zur Spielerstatistik: Sp oder GP = absolvierte Spiele; T oder G = erzielte Tore; V oder A = erzielte Assists; Pkt oder Pts = erzielte Scorerpunkte; SM oder PIM = erhaltene Strafminuten; +/− = Plus/Minus-Bilanz; PP = erzielte Überzahltore; SH = erzielte Unterzahltore; GW = erzielte Siegtore; 1 Play-downs/Relegation; Kursiv: Statistik nicht vollständig)